# 堆子前镇
堆子前镇，是中华人民共和国江西省吉安市遂川县下辖的一个乡镇级行政单位。

## 行政区划
堆子前镇下辖以下地区：
堆前镇社区、鄢背村、堆前村、陂田村、久渡村、七坪村、河籁村、卜侯村和蒲芦村。

## 中国传统村落
2013年8月，鄢溪村被评为第二批中国传统村落。